# Saison 6 de Xena, la guerrière
Chronologie
Saison 5 de Xena, la guerrière
Cet article présente le guide des épisodes de la sixième et dernière saison de la série télévisée Xena, la guerrière.

## Distribution

### Personnages principaux
- Lucy Lawless (VF : Denise Metmer) : Xena[1]
- Renée O'Connor (VF : Marie-Laure Dougnac) : Gabrielle[2]

### Acteurs récurrents
- Patrick Floersheim : le narrateur
- Ted Raimi : Joxer
- Kevin Smith (VF : Thierry Mercier) : Arès
- Alexandra Tydings : Aphrodite
- Adrienne Wilkinson : Livie/Ève
- Charles Mesure : Gabriel
- Tamati Rice : Raphaël
- William Gregory Lee : Virgile
- Tsianina Joelson : Varia
- Renato Bartolomei : Beowulf
- Alexander Petersons : Odin
- Luanne Gordon : Grinhilda
- Willa O'Neill : Lila
- Darien Takle : Cyrène
- Claire Stansfield : Alti
- Danielle Cormack : Ephiny
- Marton Csokas : Borias/Belach
- Samantha Adriaanse : Clotho
- Micaela Daniel : Lachésis
- Elizabeth Pendergrast : Atropos

## Épisode 1:Le Retour
- États-Unis : 07/10/2000 (Syndication)
- France : 09/10/2001 (TF6)

- Sela Apera : la reine Marga
- Asa Lindh : Alecto
- Annmarie Dennis : Tisiphone
- Smeta Chhotu : Mégère

- Le générique change pour la première fois.
- Les Érinyes sont mortes.
- Lors du générique de fin, on peut lire ceci : Xena and Gabrielle’s psyches were harmed during the production of this motion picture. « les psychés de Xena et Gabrielle furent blessées durant le tournage de cet épisode. »[3].

## Épisode 2:La Légende d’Amphipolis
- États-Unis : 14/10/2000 (Syndication)
- France : 24/10/2001 (TF6)

- Anthony Ray Parker : Méphistophélès
- Sara Ashworth : une goule
- Lutz Halbhubner : une autre goule
- Justin Curry : la victime de la hache

- Lors du générique de fin, on peut lire ceci : No maggots were harmed during the production of this motion picture, although a few were found stuck to Gabrielle’s teeth. « Aucun asticot n’a été blessé durant le tournage de cet épisode. Par contre, quelques-uns ont été retrouvés entre les dents de Gabrielle. »[4].
- Créatures et personnages légendaires : Goule, Méphistophélès

## Épisode 3:Le Cœur des ténèbres
- États-Unis : 21/10/2000 (Syndication)
- France : 11/10/2001 (TF6)

- Zeus Mendoza : Lucifer
- Kara Douglas : Aliyah

- Lors du générique de fin, on peut lire ceci : All Hell broke loose during the filming of this motion picture. « L’enfer s’est déchainé durant le tournage de cet épisode. »[5].
- Créatures et personnages légendaires : Lucifer

## Épisode 4:Qui est Gurkhan?
- États-Unis : 28/10/2000 (Syndication)
- France : 12/10/2001 (TF6)

- Calvin Tuteao : Gurkhan
- Tandi Wright : Sara/Sonata
- Michelle Langstone : Lana
- Jo Lo : Yo
- Gina Varela : Milda

- Lors du générique de fin, on peut lire ceci : Xena’s uncanny ability to recover from devastating wounds was not harmed during the production of this motion picture. « La mystérieuse capacité de récupération de Xena après des blessures graves n’a pas été altérée durant le tournage de cet épisode. »[6].

## Épisode 5:L’Héritage
- États-Unis : 04/11/2000 (Syndication)
- France : 15/10/2001 (TF6)

- Alison Bruce : Kahina
- Rawiri Paratene : Tazère
- Owen Black : Korah
- Phillip Spencer Harris : le capitaine romain

- C’est la troisième participation d’Alison Bruce dans la série après Les Amazones et Fascination animale.

## Épisode 6:Au nom de l’amitié
- États-Unis : 11/11/2000 (Syndication)
- France : 16/10/2001 (TF6)

- Ian Harcourt : Rubio
- John Wielemaker : le chef des cannibales
- Jason Palmer : Hosep

- Lors du générique de fin, on peut lire ceci : Virgil’s appetite was suppressed during the making of this motion picture. « L’appétit de Virgile a été supprimé durant le tournage de cet épisode. »[7].

## Épisode 7:Un Lourd Secret
- États-Unis : 18/11/2000 (Syndication)
- France : 17/10/2001 (TF6)

- Brittney Powell : Brunehilda
- Glen Levy : Grendel

- Lors du générique de fin, on peut lire ceci : No Flying Horses were harmed during the production of this motion picture, although several villagers were bombarded with aerial manure. « Aucun cheval volant n’a été blessé durant le tournage de cet épisode, par contre, certains villageois ont été victimes d’une attaque aérienne de crottin. »[8].
- Créatures et personnages légendaires : Beowulf, Brunehilde, Grendel, Odin, Vierges du Rhin, Valkyries

## Épisode 8:La Bague
- États-Unis : 25/11/2000 (Syndication)
- France : 18/10/2001 (TF6)

- Victoria Hill : Waltraute

- On voit un clin d’œil au Seigneur des Anneaux, lorsque Xena ôte le doigt du monstre pour s’emparer de l’anneau.
- La nature des sentiments entre Xena et Gabrielle se précise de plus en plus et c’est la première fois qu’un personnage féminin déclare sa flamme à un autre personnage féminin dans la série.
- Lors du générique de fin, on peut lire ceci : Gabrielle’s popularity surged during the making of this motion picture. « La popularité de Gabrielle a augmenté durant le tournage de cet épisode. »[9].
- Créatures et personnages légendaires : la mère de Grendel

## Épisode 9:Le Retour de la Valkyrie
- États-Unis : 02/12/2000 (Syndication)
- France : 19/10/2001 (TF6)

- John Leigh : Hrothgar
- Marama Jackson : la leadeuse des Valkyries
- Genevieve McClean : Hildegyth
- Dean O'Gorman : Wiglaf
- Loren Taylor : Sieglinda
- John Wraight : le roi Éric

- C’est la première fois qu’une trame s’étale sur trois parties.
- Xena et Gabrielle parodient le baiser présent dans presque tous les contes de fées.
- Lors du générique de fin, on peut lire ceci : Any Similarity Between Our Story and The Classic Childrens Fairy Tale Is Purely Coincidental. « Toute similitude entre notre histoire et des contes de fées serait pure coïncidence. »[10].

## Épisode 10:Un dieu à la ferme
- États-Unis : 20/01/2001 (Syndication)
- France : 22/10/2001 (TF6)

- Charmaine Guest : Greba
- Norman Forsey : Dempar
- Noel coutts : Gaspar
- Kirk Torrance : Demetrius
- Dai Henwood : Siki
- André Kovachevitch : Allus

- Le titre original de cet épisode s'inspire de la chanson enfantine américaine Old MacDonald Had a Farm.
- Lors du générique de fin, on peut lire ceci : Ares went to the dogs during the making of this motion picture. « Arès s’est épris de chiens durant le tournage de cet épisode. »[11].

## Épisode 11:Une proie dangereuse
- États-Unis : 27/01/2001 (Syndication)
- France : 23/10/2001 (TF6)

- Sandy Winton : le prince Morloch
- Sela Apera : la reine Marga
- Craig Hall : Raczar

- C’est le deuxième épisode réalisé par Renee O’Connor, après Tout recommence.
- Lors du générique de fin, on peut lire ceci : Raczar mysteriously disappeared at the completion of production of this motion picture and is rumored to have been living under the guise of Prince Vhalimar Barbiqueem of Lower Alibabaston. « Raczar a mystérieusement disparu à la fin de la production de l’épisode, des rumeurs circulent selon quoi il aurait pris le nom de Prince Vhalimar Barbiqueem de la basse Alibabaston. »[12].

## Épisode 12:Le Règne de Caligula
- États-Unis : 03/02/2001 (Syndication)
- France : 10/10/2001 (TF6)

- Alexis Arquette : Caligula

- Créatures et personnages historiques : Caligula

## Épisode 13:Un Présentateur déterminé
- États-Unis : 10/02/2001 (Syndication)
- France : 25/10/2001 (TF6)

- Michael Hurst : Nigel / Charon
- Peter Rowley : Charon
- Celia Nicholson : la tenancière du bordel
- Joel Tobeck : Lucifer

- Michael Hurst est connu pour avoir interprété le rôle de Iolas, il fut l’invité de la série à plusieurs reprises, notamment dans le rôle du passeur des morts, Charon, dans Retour parmi les mortels.
- Lors du générique de fin, on peut lire ceci : The concept of linear time was severely harmed during the making of this motion picture. « Le concept de temps linéaire a été sévèrement altéré durant le tournage de cet épisode. »[13].
- Créatures et personnages légendaires : Charon

## Épisode 14:Un plan diabolique
- États-Unis : 17/02/2001 (Syndication)
- France : 26/10/2001 (TF6)

- Jackie Alixander : une Amazone
- Michelle Blanchard : Mawu-Ka
- Morgan Reese Fairhead : Cyane
- Li Ming Hu : une autre Amazone
- Mia Koning : Tura
- Kirstie O’Sullivan : Gwyn-Teir
- Marise Wipani : Kanae

- Arès évoque la fable du Scorpion et de la Grenouille en remplaçant la grenouille par un cygne.
- Lors du générique de fin, on peut lire ceci : The disclaimer for this episode was harmed during the making of this motion picture. « Le démenti de cet épisode a été sévèrement touché durant le tournage. »[14].
- Créatures et personnages légendaires : Cyane

## Épisode 15:La Reine des Amazones
- États-Unis : 24/02/2001 (Syndication)
- France :

- Craig Parker : Bellérophon
- Jackie Alixander : une Amazone
- Michelle Blanchard : Mawu-Ka
- Morgan Reese Fairhead : Cyane
- Li Ming Hu : une autre amazone
- Mia Koning : Tura
- Kirstie O’Sullivan : Gwyn-Teir
- Marise Wipani : Kanae
- Emmeline Hawthorne : Bane
- Madeleine Sami : Tyro

- C’est le troisième passage de Craig Parker, après La Clochette et La Clef du royaume.
- Lors du générique de fin, on peut lire ceci : No shark bait was harmed during the making of this motion picture. « Aucun appât à requins n’a été blessé durant le tournage de cet épisode. »[15].
- Créatures et personnages légendaires : Bellérophon

## Épisode 16:Une Amitié éternelle
- États-Unis : 28/04/2001 (Syndication)
- France : 29/10/2001 (TF6)

- Claire Stansfield : Alti/Alexis
- Alison Wall : Cléa
- Polly Baigent : Polly
- Ian Hughes : Mac

- Cet épisode marque le retour d’Alison Wall, interprète de Minya, un personnage récurrent dans la série.
- Polly Baigent a déjà été invitée dans la série, dans La Comédie, elle est aussi l’une des doublures de Xena dans la série.
- Lors du générique de fin, on peut lire ceci : No Xena fans were harmed during the making of this motion picture. « Aucun fan de Xena n’a été blessé durant le tournage de cet épisode. »[16].

## Épisode 17:Le Dernier des centaures
- États-Unis : 05/05/2001 (Syndication)
- France : 30/10/2001 (TF6)

- Hamish Hector-Taylor : Xenan
- Katrina Devine : Mika
- Margaret-Mary Hollins : Madra
- Kim Michalis : Natasha

- Retour de Danielle Cormack et Marton Csokas comme invités.
- Une petite erreur est à noter, Ephiny s’est adressé à Xena bien que n’étant visible que pour Gabrielle.
- Une autre erreur est à noter, Borias a un drôle d’accent qu’il n’avait pas auparavant.
- Lors du générique de fin, on peut lire ceci : The Centaur population was severely harmed during the making of this motion picture. « La population centaure a été sévèrement anéantie durant le tournage de cet épisode. »[17].
- Créatures et personnages légendaires : Centaure

## Épisode 18:Le Fil de la vie
- États-Unis : 12/05/2001 (Syndication)
- France : 31/10/2001 (TF6)

- Karl Urban : Jules César
- David Franklin : Brutus

- Xena fait référence à un certain lutteur de Thrace, il se peut qu’il s’agisse de Spartacus. Lucy Lawless fera justement partie du casting de la série Spartacus neuf ans plus tard.
- Lors du générique de fin, on peut lire ceci : As the Fates would have it, Caesar was once again harmed during the making of this motion picture. « Une fois encore, le destin a fait que César a été une seconde fois blessé durant le tournage de cet épisode. »[18].
- Créatures et personnages légendaires : Jules César

## Épisode 19:Le Vice et la Vertu
- États-Unis : 19/05/2001 (Syndication)
- France : 01/11/2001 (TF6)

- Katie Stuart : Génia
- Hori Ahipene : Ferragus
- Latham Gaines : Zarrat
- Taungaroa Emile : Frankus

- Il est étonnant de voir que le seigneur de guerre Zarrat reconnait Xena alors qu’elle a passé 25 ans endormie, la plupart d’entre eux seraient morts ou trop vieux.
- Le temple où Xena affronte Zarrat est le même où elle affronta sa fille Livie dans Ève.
- Lors du générique de fin, on peut lire ceci : No fish guts were harmed during the making of this motion picture. « Aucunes entrailles de poisson n’ont été blessées durant le tournage de cet épisode. »[19].

## Épisode 20:Mariage forcé
- États-Unis : 26/05/2001 (Syndication)
- France : 02/11/2001 (TF6)

- Lucy Briant : Roxanne Fields
- Campbell Cooley : le journaliste
- Jennifer Rucker : une fan de Xena
- Anne Nordhaus : une fan de Xena
- Michael Saccente : Dr Frederick Delaney

- L’acronyme CHAKRAM signifie Center of Historical Accuracy of Key Research in Ancient Mythology (Centre d’exactitude historique de la recherche de clé dans la mythologie ancienne)

## Épisode 21:La Mort de Xena 1/2
- États-Unis : 02/06/2001 (Syndication)
- France : 05/11/2001 (TF6)

- Michelle Ang : Akemi
- Adrian Brown : Yodoshi, le père d’Akemi
- Ric Chan : le maitre forgeron
- Kazuhiro Muroyama : Harukata
- Mac Jeffrey Ong : Kenji
- Trevor Sai Louie : Kao

- Xena apprend à Gabrielle comment effectuer « la pression » alors qu’elle lui a appris comment la défaire dans La Légende d’Amphipolis.
- Lors du générique de fin, on peut lire ceci : Xena and Gabrielle’s Flying Circus and Amateur Fire Brigade will be arriving in your town soon. « Le cirque volant de Xena et de Gabrielle ainsi que la brigade du feu seront bientôt près de chez vous. »[20].

## Épisode 22:La Mort de Xena 2/2
- États-Unis : 09/06/2001 (Syndication)
- France : 06/11/2001 (TF6)

- Michelle Ang : Akemi
- Adrian Brown : Yodoshi, le père d’Akemi
- Ric Chan : le maître forgeron
- Kazuhiro Muroyama : Harukata
- Mac Jeffrey Ong : Kenji
- Trevor Sai Louie : Kao

- Il y a une référence à l’attaque d’Hiroshima et Nagasaki : on peut voir en effet la formation d’un champignon résultant d’une explosion
- Il s’agit du dernier épisode de la série.
- Lors du générique de fin, on peut lire ceci : Xena was permanently harmed in the making of this motion picture, but kept her spirits up. « Xena a été totalement anéantie durant le tournage de cet épisode, mais elle a gardé un bon moral. »[21].